# Tiliouacadi
Tiliouacadi (kabyle : Tiliwaqaḍi) est un village algérien, situé dans la commune de Souk Oufella, wilaya de Béjaïa dans la région de Kabylie,,.

## Géographie
Tiliouacadi est situé entre la vallée de la Soummam et le massif de l'Akfadou à 700m d'altitude. Il est entouré des villages de Taourirt (Souk Oufella) et Ayaten à l'ouest, Zountar au sud, Iabdounene et Tasga (Souk-Oufella) au nord et le chef de lieu de la commune de Souk Oufella à l'est.
Le village est distant d'environ 12 km de la ville de Sidi Aïch (Algérie) et 55 km de la ville de Béjaïa et de la côte méditerranéenne.
|                         | Iabdounene, Tasga (Souk-Oufella) |              |
| Ayaten                  | Tiliouacadi                      | Souk-Oufella |
| Taourirt (Souk Oufella) | Zountar                          | Berkouk      |

## Toponymie
Le mot Tili provient du mot berbère Tala signifiant source, fontaine. Le toponyme Tiliouacadi signifie alors "les fontaines du cadi".

## Démographie
Le village compte une population d'environ 5 000 personnes (10 000 pour la commune de Souk Oufella).